# كأس ديفيز 1979
كأس ديفيز 1979 هو الموسم 68 من  كأس ديفيز. فاز فيه منتخب الولايات المتحدة لكأس ديفيز.